# 宝幢如来
宝幢如来（ほうとうにょらい、梵名：ラトナケートゥ、रत्नकेतु、[ratnaketu]）は、大乗仏教における信仰対象である如来の一尊。梵名は「如意宝珠の旗印（をもつ者）」の意。
胎蔵曼荼羅画面東方に位置し「発心」（悟りを開こうとする心を起こすこと）を表す仏とされる。
仏道修行の根本である菩提心（発菩提心）を旗印とし、その旗（幢）によって諸魔（修行を妨げる煩悩や迷妄）を退ける如来であり、阿閦如来（あしゅくにょらい）と同じとする説もある。
結んだ与願印は、大慈悲をもって衆生の願いをかなえる仏意を表す。
『大日経』・秘密八印品で「宝幢如来」にあたる部分は、以下の如く示される。
（前略）
いかんが八印なる。いわく、智慧三昧手を以って、空心合掌に作して、その上風輪と地輪とを散じて、光焰を放つが如くす、これ世尊の大威徳生の印なり。
そのマンダラは三角にして、しかも光明を具せり。彼の真言にいわく
Namaḥ samantabuddhānāṃ raṃ raḥ svāhā
（普く諸仏に帰命す　ラム　ラハ　スヴァーハー）

## 真言
ノウマク・サマンダボダナン・ラン・ラク・ソワカ